# The End of the F***ing World
The End of the F***ing World é uma série de televisão britânica absurdista dramática de humor ácido, baseada na série de quadrinhos The End of the Fucking World de Charles S. Forsman. A série de oito episódios estreou no Channel 4 e All 4 no Reino Unido em 24 de outubro de 2017 e foi lançada exclusivamente pela Netflix internacionalmente em 5 de janeiro de 2018. A série estrela Alex Lawther e Jessica Barden.
A série segue James, um jovem de 17 anos que acredita ser um psicopata e mata animais regularmente, e Alyssa, uma colega de classe rebelde que vê em James uma chance de escapar de sua vida doméstica tumultuada.
Desde a sua estréia, a série recebeu aclamação da crítica, com a escrita, as performances de Lawther e Barden e a execução da série e o assunto escolhido para louvor. A série conta com milhares de fãs ao redor do mundo que não param de divulgá-la e pedir por uma terceira temporada.
A segunda temporada estreou em 5 de novembro de 2019. Porém ainda em 2019 a Netflix anunciou que não iria renovar a série para uma terceira temporada, causando indignação entre os fãs da série.

## Sinopse
James é um jovem de 17 anos que acredita ser um psicopata, matando regularmente animais como um hobby, mas ficou entediado com isso. Depois de se familiarizar com Alyssa, uma colega rebelde de 17 anos de idade, ele decide matá-la enquanto ambos fogem em uma viagem, mas acaba se apaixonando por ela.

## Elenco

### Principal
- Alex Lawther como James, um garoto de 17 anos, que acredita ser um psicopata.[2]
- Jessica Barden como Alyssa, a rebelde interessada por James.[2]
- Gemma Whelan como Eunice Noon, parceira da policial Donoghue.
- Wunmi Mosaku como Teri Donoghue, companheira severa da policial Noon.
- Steve Oram como Phil, o pai cuidadoso de James.
- Christine Bottomley como Gwen, a mãe de Alyssa.
- Navin Chowdhry como Tony, o padrasto abusivo de Alyssa.
- Barry Ward como Leslie, o pai drogado de Alyssa.

### Convidado
- Kierston Wareing como Debbie, a ex-namorada de Leslie com quem tem uma criança.
- Geoff Bell como Martin, um homem de família e rastejante que dá a Alyssa e James um passeio.
- Alex Sawyer como Topher, um jovem que Alyssa se encontra e tenta envolver em atividades sexuais.
- Jonathan Aris como Clive, um rico autor e estuprador-assassino psicopata.
- Eileen Davies como Flora, a mãe de Clive.
- Earl Cave como Frodo, um empregado da estação de gasolina.
- Alex Beckett como Jonno, um dos compradores de Leslie.
- Leon Annor como Emil, uma imponente segurança de loja, por quem Alyssa é pêga.
- Matt King como Eddie Onslow.

## Episódios
| N.º | Título                   | Dirigido por                        | Escrito por    | Lançamento no Reino Unido |
| --- | ------------------------ | ----------------------------------- | -------------- | ------------------------- |
| 1 | "Episode 1" "Episódio 1" | Jonathan Entwistle                  | Charlie Covell | 24 de outubro de 2017     |
| James é um jovem de 17 anos que acredita ter psicopatia: ele não possui senso de humor, queimou a mão esquerda em uma fritadeira, depois de matar o gato de um vizinho aos 15 anos, matou animais e se lembra de cada um deles. Ele vive com seu pai Phil, a quem ele sempre quis dar um soco na cara. Entediado com matar animais, durante o almoço, encontra Alyssa, uma colega rebelde de 17 anos que vive com sua mãe divorciada, Gwen, o padrasto, Tony e seu bebês gêmeos. Seu pai, Leslie, envia cartões de aniversário todos os anos em seu aniversário. Depois de esmagar seu telefone de raiva quando uma colega a escreve em vez de falar, ela acusa James de patinar horrivelmente, o que ele nunca fez. Ele decide matá-la. Eles ficam estranhos e vão em uma "encontro" em um restaurante, onde Alyssa xinga uma garçonete e sai. Na casa de James, ambos têm conversas superficiais, e Phil intenta tentando conversar durante o almoço. Aceitando o estranho pedido de Alyssa de executar cunilíngua às 11 horas da manhã, ele prepara uma hora de antecedência, afiando uma faca que ele se escondeu sob um travesseiro quando ela ficou distraída com uma festa, pedido de Gwen. Eventualmente, ela sai e chega à casa de James. James pensou em matá-la lá. Ela então expõe seu desejo de deixar a cidade com ou sem ele e pergunta se ele está afim, querendo que ele diga sim. Resolvendo que ele poderia matá-la mais tarde, ele aceita e pega sua faca, roubando o carro de Phil e golpeando seu rosto. |                          |                                     |                |                           |
| 2 | "Episode 2" "Episódio 2" | Jonathan Entwistle                  | Charlie Covell | 24 de outubro de 2017     |
| James sem camisa e Alyssa bateram o carro de Phil na floresta, o primeiro questionando é se vai explodir. Três horas antes, energética, Alyssa e James, jogam laser tag, onde ela pede para colocar a língua de James no ouvido, em que o locutor fica insatisfeito. Porque Alyssa gastou todo o seu dinheiro em laser tag, os dois saem de um restaurante sem pagar. Aceitando o pedido de Alyssa para tirar sua camisa para fazer sexo durante a condução, eles batem. James está preocupado porque o carro é o item mais caro de Phil. No presente, o carro explode. James pergunta se ela quer ir para casa. Em resposta, Alyssa diz que não. Ele decide não matá-la, devido ao carro. Eles pegam carona na van de Martin, um homem de meia-idade; Alyssa não o aceita gentilmente, citando seu mandato no Exército e sua fantasia por um Cane corso, e vão a um restaurante. Ela logo deixa frustração. Quando James vai ao banheiro, Martin o segue e pergunta sobre a mão esquerda, antes de cheirar e colocá-lo na virilha; James é submisso, apesar do desgosto em relação a ele. Alyssa então chega e manda Martin entregar sua carteira depois de ameaçar entrar em contato com a polícia e visitar sua família para revelar suas ações. Reservando um quarto com uma cama de casal no hotel, James sintoniza a televisão em pornografia a pedido da Alyssa. Emocional, ela vai ao banheiro e chora, enquanto James espera com a faca na porta, hesitante. Ele não tenta matá-la. Ela vai ao lobby para ligar para casa e Tony responde. Depois que ela pede para passar à Gwen, ele diz que Gwen não quer responder enquanto ela, de forma inobservável, olha, implicando seu domínio sobre Gwen. Alyssa desliga. Olhando para um cartão de aniversário enviado por Leslie quando tinha 17 anos, ela volta ao quarto. Ela decide ir para a casa de seu pai Leslie, e James concorda. Enquanto isso, Phil chama a polícia. |                          |                                     |                |                           |
| 3 | "Episode 3" "Episódio 3" | Jonathan Entwistle                  | Charlie Covell | 24 de outubro de 2017     |
| O casal sai do hotel depois de pagar. Caminhando ao longo de um campo, Alyssa argumenta contra a compra de transporte. Eles finalmente se encontram no quintal da casa espaçosa e vazia do autor Clive Koch e entraram. Alyssa não mostra respeito pela propriedade, enquanto James fica calmo. Mais tarde naquele dia, quando perguntado por Alyssa para dançar a música country, James faz isso depois de fechar os olhos. Depois, Alyssa tenta um boquete em James, mas sai com raiva quando uma foto de Koch o incomoda. Enquanto ele contempla seu comportamento insaciante, fica claro que ele está experimentando emoções, e ele tira algumas flores do quintal e as coloca em um copo. Enquanto isso, Alyssa conhece Topher, apelido para Christopher, durante uma caminhada e beija ele. Ela o leva até a casa, anunciando viciosamente a James que ela fará sexo com Topher. Distraído, ele investiga a casa com a faca embainhada sob o jeans. Ele encontra fotos e uma filmadora com filmagens de vítimas, revelando Koch é um serial killer. Ao mesmo tempo, Alyssa se torna desinteressada em Topher e pára antes da relação sexual. Topher sai com raiva. Enquanto Alyssa está adormecida, James fica do lado da cama e segura a mão de Alyssa. Koch volta para casa e para os próprios braços; James se esconde debaixo da cama. Quando Koch pergunta a Alyssa depois de encontrá-la, ela mente e diz que está sozinha. Koch torna-se mau, tentando estuprá-la por causa de sua virgindade. James apunhalou-o no pescoço com a faca, matando Koch. |                          |                                     |                |                           |
| 4 | "Episode 4" "Episódio 4" | Jonathan Entwistle                  | Charlie Covell | 24 de outubro de 2017     |
| Em um campo, o casal queima as lençóis manchados de sangue e a camisa de Alyssa. Seis horas antes, continuando com o episódio anterior, James vomita depois de matar Clive Koch. Apesar da calma superficial, Alyssa está, na realidade, tão assustada quanto James. Eles limparam meticulosamente a casa para remover a evidência de sua permanência, depois de tentarem sem sucesso remover o corpo de Koch do quarto em que Alyssa dormiu. Depois que Alyssa perguntar a James sobre suas ações, ele mostra as fotos e as filmagens e eles decidem deixar a evidência. No entanto, a carteira de Topher permanece na casa. No início, Alyssa enfatiza a importância de chegar ao seu pai o mais rápido possível. Em uma estação, ela enfatiza os eventos e eles decidem alterar sua aparência; o cabelo de Alyssa é cortado e tingido de loiro, mas a aparência de James é apenas minimamente ajustada. Quando ela o questiona sobre a faca, ele não responde. Na casa de Koch, sua mãe, Flora, chega em casa e descobre seu corpo. A polícia mais tarde investiga, enquanto Flora destrói as fotos, mas não a filmagem. Topher é questionado pela polícia, onde ele revela a identidade de Alyssa e James às detetives Eunice Noon e Teri Donoghue, bem como uma descrição da jaqueta de Alyssa, um presente de Leslie. Com outras testemunhas, eles decidem enviar um pedido de avistamentos ou crimes "envolvendo dois adolescentes" ao colocar Alyssa e James na lista de pessoas desaparecidas. Enquanto isso, James diz a Alyssa que a faca era um presente de Phil e que é uma faca de caça. Apesar das tentativas de James, Alyssa desconfia-se dele. Quando ela vai ao banheiro, James leva meia hora para perceber que ela fugiu. Ele começa a perceber a crescente influência de suas emoções. Pagando um grupo de adolescentes para bater nele, ele também percebeu seu crescente interesse por ela. Alyssa espera por um ônibus. James decide denunciar um assassinato à polícia, chegando à conclusão de que ele não é um psicopata. |                          |                                     |                |                           |
| 5 | "Episode 5" "Episódio 5" | Jonathan Entwistle & Lucy Tcherniak | Charlie Covell | 24 de outubro de 2017     |
| Onze anos antes, James e sua mãe, Vanessa, vão alimentar os patos depois dela relutar. Antes que ele os alimente, ela diz que ela o ama e eles abraçam. Enquanto James está distraído, ela comete suicídio dirigindo o carro para o lago enquanto ele observa. No cemitério, James, de 6 anos, começa a exibir tendências sem emoção. No presente, ele é instruído pelo detetive Eddie Onslow sobre o assassinato. Adormecido, ele começa a lembrar o suicídio de Vanessa onze anos antes, como o motivo de seu comportamento. Onslow fica desconcertado por sua resposta, acreditando que o tópico em questão é o suposto "assassinato". Ao mesmo tempo, Phil é questionado por Noon e Donoghue sobre James, bem como informado sobre seu carro. Ele também confirma a inclusão da Alyssa. Eles também questionam Tony, que é bastante indiferente e auto-absorvido, antes de se mudar para Gwen sobre Alyssa, confuso. Alyssa continua a caminhar em direção a Leslie, mas tem menstruação. Ela rouba tampões de uma farmácia e descarta sua calcinha. Tentando roubar roupas íntimas, ela é pêga por Emil, um oficial de segurança. Onslow contata os serviços sociais devido às suas respostas, bem como ele dizendo que ele não tem pai. Pensando em Alyssa, ele vai procurá-la enquanto Onslow está distraído antes de retornar ao café. Enquanto isso, Emil questiona-a sobre o roubo a cheiro e aa feridas em seu pulso direito. Ela tenta armar sua fuga acusando-o de pedofilia, mas falha. Sobre denunciá-la e notificar a polícia, ele ajuda um colega a procurar uma criança perdida; Ela tira a calcinha, a jaqueta e foge, mas encontra a criança perdida. Ela volta com a criança e é presa, mas Emil a deixa ir. Por surpresa, ela encontra James no café. Embora sem dinheiro, ambos conciliam e decidem ir para Leslie. Enquanto isso, os investigadores encontram a faca de James na casa de Koch. |                          |                                     |                |                           |
| 6 | "Episode 6" "Episódio 6" | Lucy Tcherniak                      | Charlie Covell | 24 de outubro de 2017     |
| James rouba e faz ligação direta em um carro. Durante a viagem, Alyssa questiona a moralidade de suas ações e revela que as vítimas de Koch eram mulheres, fazendo-o também um estuprador em série. James defende suas ações, ao mesmo tempo que revela em uma narração que a dupla agora é suspeita de assassinato. Quando Jocelyn, uma funcionária de varejo, toma consciência de que eles estão roubando gasolina em uma posto de gasolina devido à falta de dinheiro, James finge assalto com uma Glock para trancá-la nos banheiros com a ajuda do colega de trabalho Frodo. No entanto, quando ele deseja se juntar, eles esperam até que ele não esteja disposto a correr. Noon e Donaghue novamente voltam para a residência de Koch para questionar Flora novamente sobre Clive, desta vez com acusações de agressão sexual contra ele de algum ano. Ela prefere mentir sobre as alegações e seu papel no assassinato e, insiste em deixar ambos, mas quando Noon a implora para dizer a verdade, ela insiste mais uma vez, mas reconsidera. A caminho de Leslie, Alyssa e James encontraram uma cabine de telefone encalhada, que o primeiro usa para informar Gwen de que ela nunca mais retornará. Quando Tony pergunta a identidade de quem estava ligando, Gwen mente e diz que é a mãe dela; está implícito que ela fingiu suas respostas para Noon e Donoghue. Na delegacia de polícia, Flora dá a filmadora à Noon, tendo uma mudança de posição. Interrompendo o encontro de Donoghue devido à ausência no trabalho, ela mostra as filmagens. Quando Noon eleva motivos como a autodefesa em vez do assassinato, Donoghue diz que eles podem ter uma contagem de homicídio em vez disso. Enquanto eles deixam para ver imagens da câmera de segurança no posto de gasolina, a dupla vai para a residência de Leslie, mas encontre outro residente, Debbie, morando nela. Quando ela dá instruções, o carro quebra e eles chegam à casa móvel de Leslie. |                          |                                     |                |                           |
| 7 | "Episode 7" "Episódio 7" | Lucy Tcherniak                      | Charlie Covell | 24 de outubro de 2017     |
| James dá espaço a Alyssa e Leslie, enquanto se reconciliam um com o outro. Ela apresenta James como seu namorado e pergunta a Leslie se ela pode ficar um par de dias, para o qual ele diz "pelo tempo que quiser". Ela afirma indiretamente que o motivo da sua permanência é algo "muito pior" do que uma gravidez e admite que possivelmente pode contar a seu pai o motivo mais tarde. Leslie é revelado para ser um alcoólatra e um fumante, bem como um indivíduo não conforme ele mesmo. Ao praticar um jogo com facas em estruturas de madeira em uma praia perto da casa, tanto Leslie quanto James, tomam cerveja. Enquanto isso, entretanto, Tony, Gwen e Phil são vistos as filmagens da câmera de segurança na delegacia de polícia e estão emocionalmente abalados. Donoghue e Noon planejam que a polícia aguarde na antiga residência de Leslie, assumindo que ambos não ainda chegaram. Quando se trata de luz de que Leslie é traficante de drogas, James se preocupa com a segurança de sua casa apesar das drogas de origem orgânica e da pequena comunidade não ameaçadora. No caminho da residência anterior de Leslie, fica claro que a moral e a teimosia respeitadoras da lei de Donoghue estão entrando em choque contra a moral aberta e compaixão de Noon. Enquanto isso, James mente e diz que Leslie está bem para Alyssa e ambos se aproximam de um bar nas proximidades e enquanto Alyssa e Leslie se conectam durante uma dança, James admite sentir-se distante e simplesmente fica ausente. Na residência anterior de Leslie, Debbie declina ver a dupla ou conhecer a localização de Leslie para Noon e Donoghue. Ela vai ao bar para pedir apoio para seu filho ilegítimo, Milton. Quando questionado por Alyssa, Leslie os abandona para voltar para casa, ferindo gravemente um cão no processo. Embora ele tenha matado animais, James não pode fazer isso com uma pedra. Alyssa, o faz, abraçando James depois. Tendo sido informado sobre a vigilância em torno da casa de Debbie, o meio dia declina um quarto com Donoghue em um hotel. Amarga, Debbie revela a localização de Noon Leslie, mais tarde, e ela dirige sozinha. Leslie vê Alyssa e James na televisão. |                          |                                     |                |                           |
| 8 | "Episode 8" "Episódio 8" | Lucy Tcherniak                      | Charlie Covell | 24 de outubro de 2017     |
| O início mostra James correndo pela praia próxima de algo desconhecido, com uma pistola de pederneira na mão esquerda. Na praia em algum momento após o episódio anterior, tanto Alyssa quanto James enterram o cachorro. Quando James tenta ir mais longe, ele pára quando ela se lembra de Koch e ambos dormem à beira da praia. Na mesma noite, a pesquisa de Noon é a casa móvel enquanto Leslie está dormindo. Ao amanhecer, James ouve as queixas de Alyssa sobre Leslie e ele revela o suicídio de sua mãe para ela. Ruminando sobre sua situação atual depois de um tempo, eles decidem pegar um barco de Leslie e sair do país. Enquanto isso, Noon, em seu carro, considera o assunto enquanto Donoghue está a caminho da casa móvel. Quando Alyssa e James pedem a Leslie as chaves, ele revela seu conhecimento delas e, secretamente, chama a emergência, na tentativa de engendrar suas confissões. James deduz isso e confessa, apontando a pistola de pederneira em Leslie, enquanto Alyssa o apunhava na perna com uma faca; Noon, ouvindo, chega à cena. Com Noon, tentando convencer ambos a serem detidos por homicídio culposo e Leslie tentando convencer Alyssa para que James seja preso em vez disso para protegê-la, Leslie revela que queria ser deixado de fora da vida e os cartões de aniversário foram enviados por Gwen, na realidade. A situação permite a Alyssa ir com a solução de Noon, mas quando ela declina a possibilidade de eles irem para a mesma prisão, Alyssa a apunhala com a pistola e Leslie lhe dá as chaves do barco. Depois, ele tira a faca e supostamente morre de exsanguinação. Sem tempo e com a polícia perto, James derruba Alyssa com a pistola e atravessa a praia, amarrando as cenas no começo, apesar dos avisos de Alyssa para ele parar, ele continua correndo. Enquanto a câmera foca em James correndo, um som de tiro atravessa o ar. |                          |                                     |                |                           |

## Recepção
A primeira temporada de The End of the F***ing World atualmente possui uma classificação de aprovação de 96% no site do agregador de revisões Rotten Tomatoes, com base em 51 críticas.
O revisor Daniel Fienberg, do The Hollywood Reporter, elogiou o The End of the F***ing World e seus personagens, além de elogiar a trilha sonora do programa e as performances de Alex Lawther e Jessica Barden, chamando o programa de "completamente escuro, uma pedra preciosa de oito episódios importadas do Reino Unido". Kelly Lawler, do USA Today, chamou o programa de "diversão extravagante", e também elogia as performances de Lawther e Barden enquanto lança elogios em relação ao conceito e execução surreal da série.

### Prêmios e indicações
| Ano  | Prêmio                           | Categoria                                          | Indicados        | Resultado | Ref.   |
| ---- | -------------------------------- | -------------------------------------------------- | ---------------- | --------- | ------ |
| 2018 | British Academy Television Award | Melhor Série Dramática                             | Time de produção | Indicado  | [ 6 ]  |
| 2018 | Emmy do Primetime                | Melhor Cinematografia em uma Série de Câmera Única | Justin Brown     | Indicado  | [ 7 ]  |
| 2019 | Peabody Awards                   | Entretenimento                                     |                  | Venceu    | [ 8 ]  |
| 2020 | British Academy Television Award | Melhor Série Dramática                             | Time de produção | Venceu    | [ 9 ]  |
| 2020 | British Academy Television Award | Melhor Atriz Coadjuvante                           | Naomi Ackie      | Venceu    | [ 10 ] |
| 2020 | Emmy do Primetime                | Melhor Cinematografia em uma Série de Câmera Única | Benedict Spence  | Indicado  | [ 11 ] |